# Crouy-sur-Cosson
Crouy-sur-Cosson is een gemeente in het Franse departement Loir-et-Cher (regio Centre-Val de Loire) en telt 472 inwoners (1999). De plaats maakt deel uit van het arrondissement Blois.

## Geografie
De oppervlakte van Crouy-sur-Cosson bedraagt 27,7 km², de bevolkingsdichtheid is 17,0 inwoners per km².
De onderstaande kaart toont de ligging van Crouy-sur-Cosson met de belangrijkste infrastructuur en aangrenzende gemeenten.

## Demografie
Onderstaande figuur toont het verloop van het inwonertal (bron: INSEE-tellingen).